# Aéroport international de Goa
L'aéroport international de Goa, (code IATA : GOI • code OACI : VOGO) est situé près de la ville de Vasco da Gama (dans le village de Dabolim qui lui donne parfois le nom d'aéroport de Dabolim) dans l'État de Goa en Inde. Il se trouve en outre à 30 km de Panaji, la capitale de l'État.

## Histoire

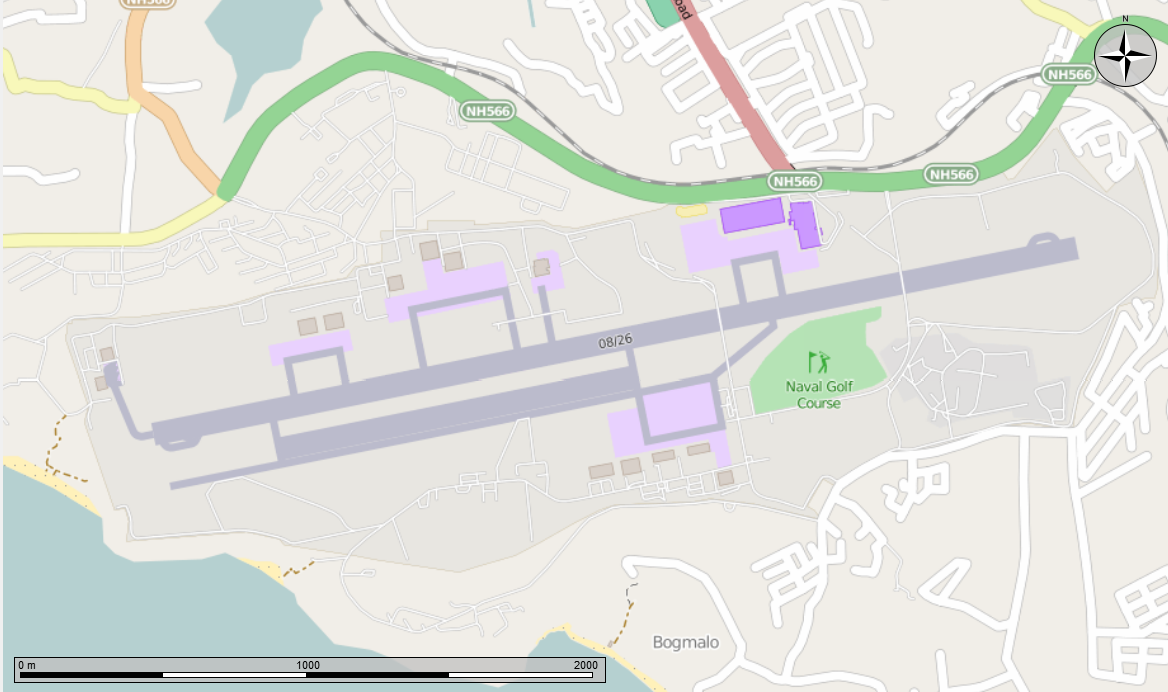
Carte aéroport

L'aéroport a été construit dans les années 1950 par le gouvernement de l'État portugais de l'Inde sur un terrain 101 ha. Jusqu'en 1961, il a servi de plaque tournante pour la compagnie aérienne locale Transportes Aéreos da Índia Portuguesa (TAIP) qui, avec un horaire régulier desservait les autres enclave portugaise en Inde de Daman et Diu, ainsi que la ville de Karachi, le Mozambique, l'île Timor et d'autres destinations. En avril 1962, à la suite du rattachement des territoires portugais à l'Inde, l'aéroport est occupé par les unités aériennes de la marine indienne lorsque le major général KP Candeth, qui avait mené l'opération militaire réussie de l'invasion de Goa, « remis » de l'aéroport à la marine indienne avant de céder sa charge comme gouverneur militaire à celle de lieutenant-gouverneur du territoire de l'Union, puis de Goa en juin.
En raison de sa capacité d'accueil limitée, et du partage des lieux avec une base aérienne et navale militaire, le déplacement d'une partie des activités d'aviation civile vers un nouvel aéroport a été décidé dès 2000. Le nouvel aéroport, le second de l'état, est situé à Mopa, dans le district de Goa septentrional,. Baptisé Aéroport international Manohar, il a été inauguré le 11 décembre 2022 et est entré en activité le 5 janvier 2023.

## Terminal
L'aéroport n'était à l'origine équipé que d'un seul bâtiment faisant office de terminal. Mais la fréquentation en constante augmentation ainsi que les liaisons internationales plus nombreuses ont poussé les autorités aéroportuaires à bâtir un nouveau grand terminal intégré et spacieux inauguré en décembre 2013.
Le design du terminal actuel est composé de verrières esthétiques, de larges structures de travées d'acier et de vitrage sans cadre. Ce bâtiment de 62 000 mètres carrés a été conçu pour accueillir plus de 5 millions de passagers annuellement. Il est équipé de 8 passerelles aéroportuaires.

## Situation
| \| 300 km1:23 714 000 \| Delhi Bombay Madras Bangalore Calcutta Hyderabad Cochin Ahmedabad Goa Pune Thiruvananthapuram Calicut Lucknow Guwahati Srinagar Jaipur Bhubaneswar Coimbatore Nagpur Indore Mangalore Visakhapatnam Patna Amritsar Chandigarh Tiruchirappalli Jammu Raipur Bénarès Agartala Port Blair Vadodara Imphal Bagdogra Madurai Bhopal Ranchi Aurangabad Udaipur Leh Tirupati Rajkot Jodhpur Dehradun Dibrugarh Silchar Gaya Cannanore Vijayawada Surate Durgapur Jamnagar Belagavi Hubli-Dharwad Khajurâho Nanded Aizawl Dimapur Agra Bathinda Gwalior Gorakhpur Hindon |
| 300 km1:23 714 000 |

## Statistiques
Le graphique qui aurait dû être présenté ici ne peut pas être affiché car il utilise l'ancienne extension Graph, désactivée pour des questions de sécurité. Des indications pour créer un nouveau graphique avec la nouvelle extension Chart sont disponibles ici.

Voir la requête brute et les sources sur Wikidata.

## Compagnie aériennes et destinations
| Compagnies    | Destinations |
| ------------- | --- |
| Aeroflot      | En saison Charter : Moscou-Vnoukovo |
| Air Arabia    | Charjah |
| Air India     | Bangalore-Kempegowda, Madras (Chennai), Delhi-Indira Gandhi, Bombay-Chhatrapati-Shivaji, Dubaï, Koweït, Mascate |
| AirAsia India | Bangalore-Kempegowda, Delhi-Indira Gandhi, Hyderabad-R. Gandhi, Indore |
| Alliance Air  | Madras (Chennai), Hyderabad-R. Gandhi, Pune |
| Arkia         | Tel Aviv - Ben Gourion |
| Azur Air      | En saison Charter : Moscou-Vnoukovo |
| GoAir         | Ahmedabad-Sardar-Vallabhbhai-Patel, Bangalore-Kempegowda, Chandigarh, Delhi-Indira Gandhi, Hyderabad-R. Gandhi, Bombay-Chhatrapati-Shivaji |
| IndiGo        | Ahmedabad-Sardar-Vallabhbhai-Patel, Bangalore-Kempegowda, Madras (Chennai), Coimbatore, Delhi-Indira Gandhi, Guwāhāti, Hubli, Hyderabad-R. Gandhi, Indore, Cannanore, Cochin, Calcutta-N. S. C. Bose, Lucknow-Amausi, Bombay-Chhatrapati-Shivaji, Pune, Raipur, Surat |
| Oman Air      | Mascate |
| Qatar Airways | Doha-Hamad |
| SCAT Airlines | En saison : Almaty |
| SpiceJet      | Ahmedabad-Sardar-Vallabhbhai-Patel, Amritsar-Guru-Ram-Das, Bangalore-Kempegowda, Madras (Chennai), Bombay-Chhatrapati-Shivaji, Surat |
| Trujet        | Hyderabad-R. Gandhi |
| TUI Airways   | En saison : Birmingham, Londres-Gatwick, Manchester |

Édité le 19/04/2019